# Què més pot passar?
Què més pot passar?  (títol original: What's the Worst That Could Happen?) és una comèdia estatunidenca dirigida per Sam Weisman i estrenada el 2001. Ha estat doblada al català

## Argument
Kevin Caffrey (Martin Lawrence) és un lladre professional amb un gust per les coses fines i el bilionari Max Fairbanks (Danny DeVito) és un despietat home de negocis acostumat a aconseguir el que vol. Quan Kevin entra en una casa de platja suposadament desocupada de Max, amb Miss Setembre, apareix la policia i Kevin és arrestat. No obstant això, en estar Kevin emmanillat, Max li treu a Kevin de la mà el seu anell de la sort i li diu a la policia que és seu per dur a terme la seva pròpia venjança. Però l'anell era de la promesa de Kevin, i  farà qualsevol cosa per recobrar-lo.

## Repartiment
- Martin Lawrence: Kevin Caffery
- Danny DeVito: Max Fairbanks
- John Leguizamo: Pastor
- Glenne Headly: Gloria Sidell
- Carmen Ejogo: Amber Belhaven
- Bernie Mac: Oncle Jack
- Nora Dunn: Lutetia Fairbanks
- Larry Miller: Earl Radburn
- William Fichtner: Detectiu Alex Tardio
- Lenny Clarke: Windham
- Siobhan Fallon Hogan: Edwina
- Richard Schiff: Walter Greenbaum

## Crítica
- "Lawrence renuncia al seu do per a la comèdia verbal i la substitueix per una interminable successió de ganyotes."[3]
- "DeVito i Lawrence roben alguns riures. (...) En qualsevol cas aquesta prescindible comèdia té algunes inesperades i boges sorpreses, com l'extravagant policia gai (...) Puntuació: ★★½ (sobre 4)."[4]
- "Té massa personatges, un argument insuficient, i una desconnexió entre la forma d'actuar de les seves dues estrelles. (...) Puntuació: ★ (sobre 4)."[5]